# Clement Mansfield Ingleby
Clement Mansfield Ingleby (* 29. Oktober 1823 in Edgbaston, heute Stadt Birmingham; † 5. Oktober 1886 in Ilford, Essex) war ein englischer Literaturforscher.
Clement Mansfield Ingleby (spr. inngl'bi), Sohn eines angesehenen Sachwalters, studierte an der Universität Cambridge Mathematik und Philosophie, war 1855–58 Professor der Logik und Metaphysik am Midland Institute seiner Vaterstadt und wurde 1870 zum Schriftführer, später zum Vizepräsidenten der Royal Society of Literature in London ernannt, wo er am 5. Oktober 1886 starb.
Ingleby hat als einer der bedeutenderen englischen Shakespeare-Forscher nicht nur viele Beiträge in die kritischen Revuen, sondern auch eine Reihe wertvoller Bücher geschrieben:
- The Shakespeare fabrications (1859)
- A complete View of the Shakespeare controversy (1861)
- The still lion, an essay towards the restoration of Shakespeare's text (1867)
- Was Thomas Lodge an actor?  (1867)
- Shakespeare's century of prayse (1874)
- Shakespeare's allusion-books (1874)
- Shakespeare hermeneutics (1875)
- Shakespeare, the man and the book (1877)
- Occasional papers on Shakespeare (1881)

Ingleby war auch ein Kurator von Shakespeares Geburtshaus sowie ein tätiges Mitglied der New Shakespeare Society. Die philosophische Literatur bereicherte er durch die Werke: Outlines of theoretical logic (1856), An introduction to metaphysics (1869) und The revival of philosophy at Cambridge (1870).
Dieser Artikel basiert auf einem gemeinfreien Text aus Meyers Konversations-Lexikon, 4. Auflage von 1888 bis 1890.
| Personendaten    | Personendaten              |
| ---------------- | -------------------------- |
| NAME             | Ingleby, Clement Mansfield |
| KURZBESCHREIBUNG | englischer Kritiker        |
| GEBURTSDATUM     | 29. Oktober 1823           |
| GEBURTSORT       | Birmingham                 |
| STERBEDATUM      | 5. Oktober 1886            |
| STERBEORT        | Ilford                     |